# میرونیتسه
میرونیتسه (به چکی: Měrunice) یک منطقهٔ مسکونی در جمهوری چک است که در ناحیه تپلیتسه واقع شده‌است. میرونیتسه ۱۱٫۴۸ کیلومتر مربع مساحت و ۲۹۷ نفر جمعیت دارد و ۴۲۵ متر بالاتر از سطح دریا واقع شده‌است.

## خواهرخوانده
شهر Beuren خواهرخواندهٔ میرونیتسه هست.